# Molodova Tretea, Dubno
Molodova Tretea (în ucraineană Молодова Третя) este localitatea de reședință a comunei Molodova Tretea din raionul Dubno, regiunea Rivne, Ucraina.

## Demografie
Componența lingvistică a localității Molodova Tretea
     Ucraineană (98,38%)
     Alte limbi (1,39%)
Conform recensământului din 2001, majoritatea populației localității Molodova Tretea era vorbitoare de ucraineană (98,38%), existând în minoritate și vorbitori de alte limbi.